# ششلول بومانت–آدامز
ششلول بومانت-آدامز (انگلیسی: Beaumont–Adams revolver) نام یک اسلحه دستی، است که در بریتانیا ساخته می‌شد.

## نگارخانه

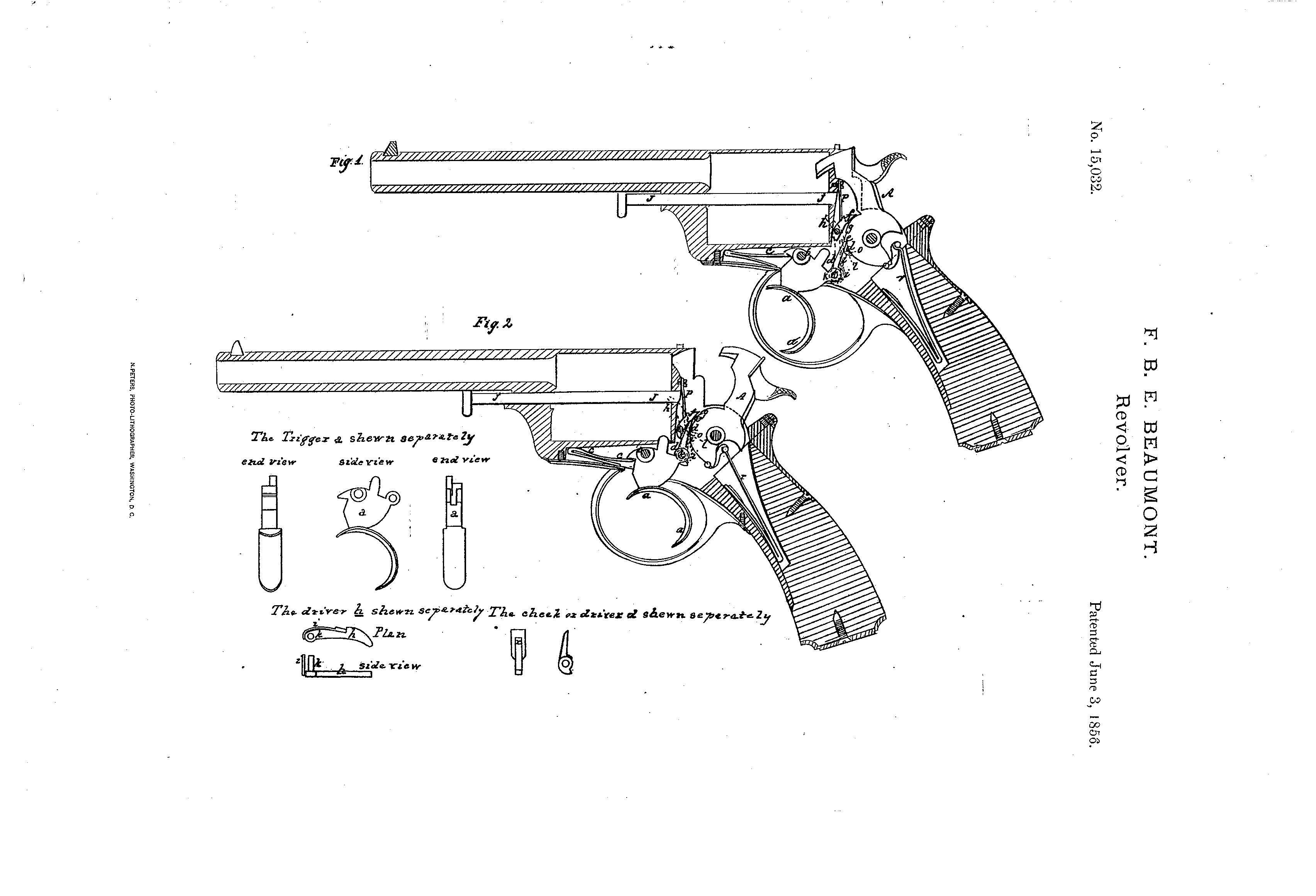
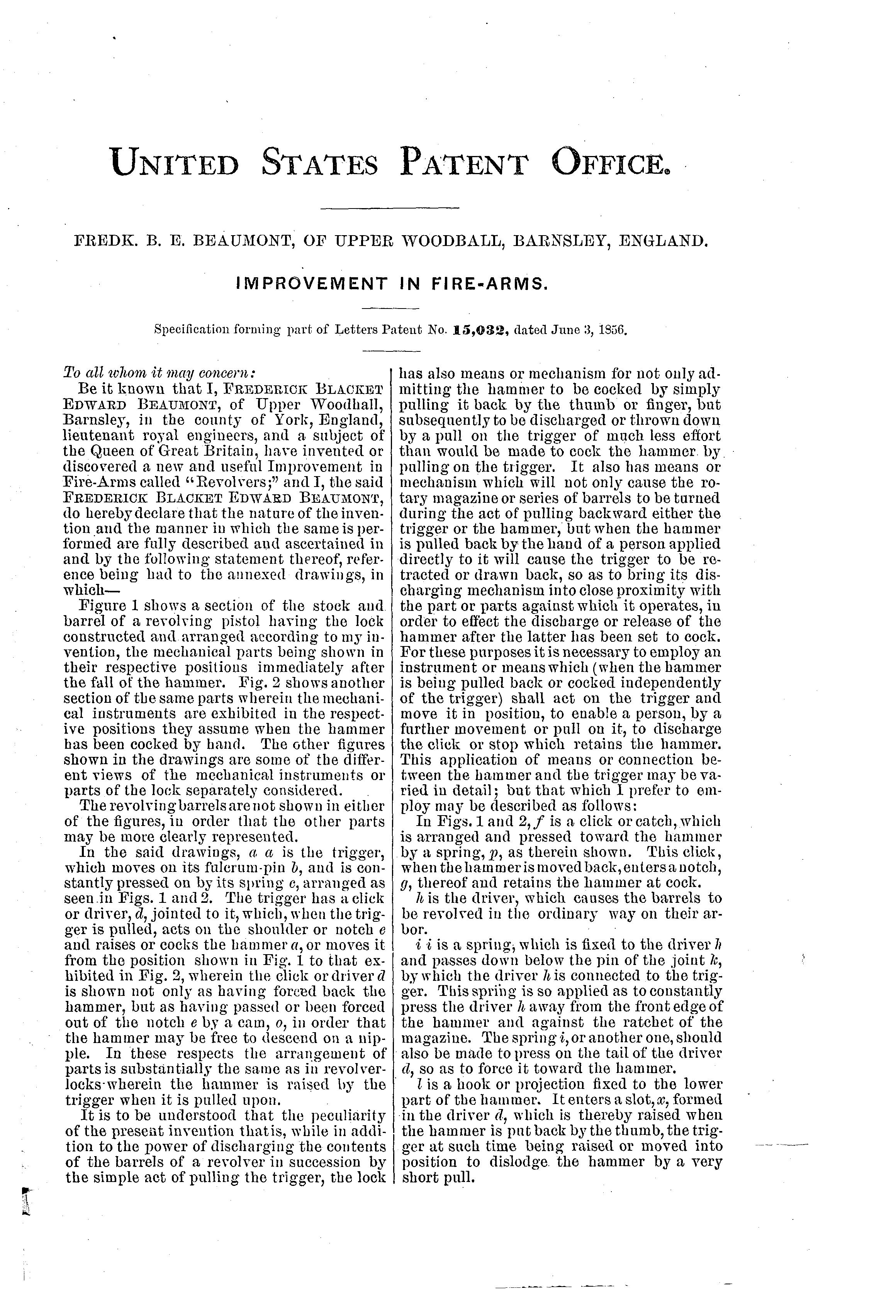
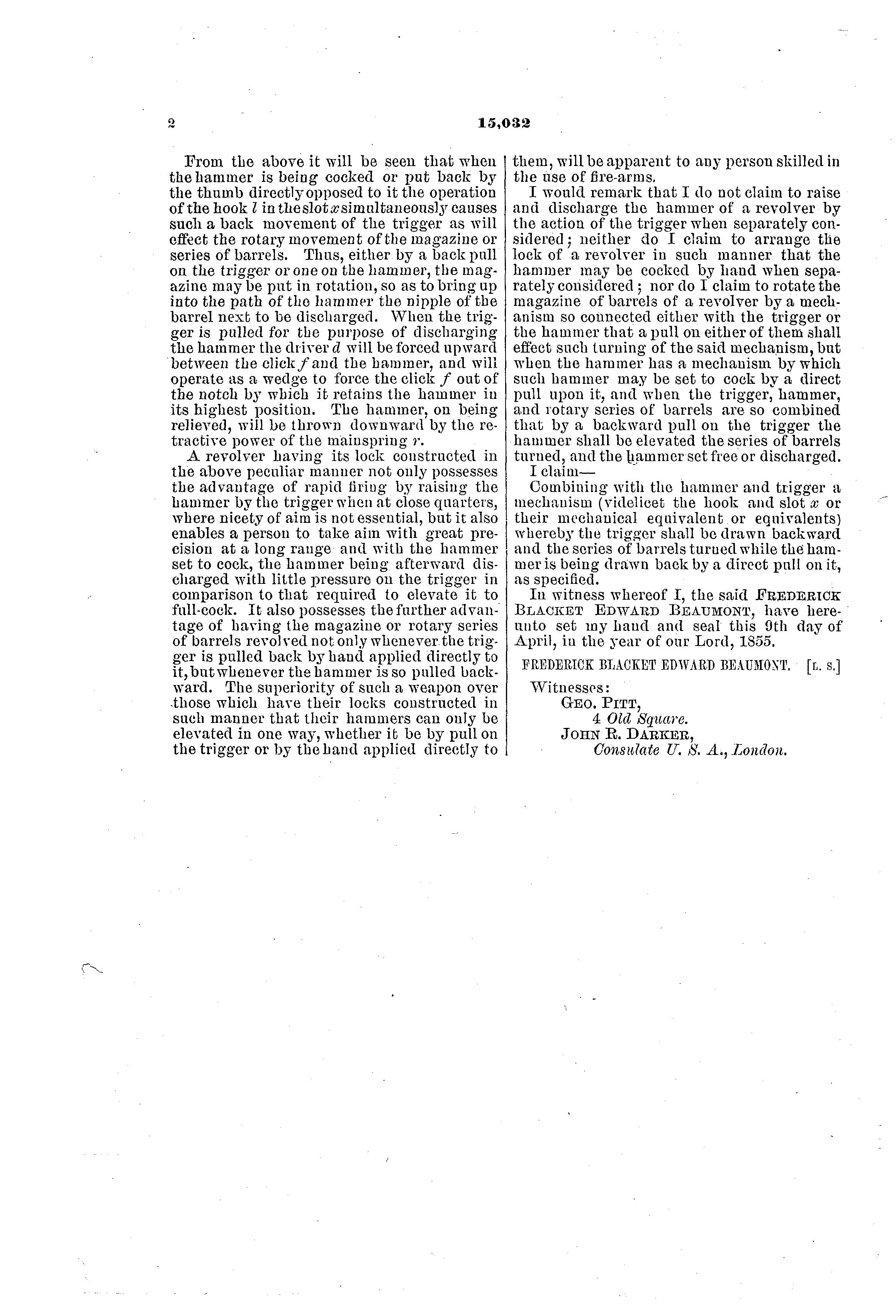